# Seattle Storm 2017
La stagione 2017 delle Seattle Storm fu la 18ª nella WNBA per la franchigia.
Le Seattle Storm arrivarono quinte nella Western Conference con un record di 15-19. Nei play-off persero al primo turno con le Phoenix Mercury (1-0).

## Roster
| N° | Naz.                   | Ruolo | Sportivo               | Anno | Alt. | Peso |
| -- | ---------------------- | ----- | ---------------------- | ---- | ---- | ---- |
| 1  | Stati Uniti (bandiera) | AC    | Crystal Langhorne      | 1986 | 188  | 84   |
| 2  | Stati Uniti (bandiera) | G     | Alexis Peterson        | 1995 | 170  | 63   |
| 3  | Stati Uniti (bandiera) | G     | Sami Whitcomb          | 1988 | 178  | 66   |
| 7  | Giappone (bandiera)    | A     | Ramu Tokashiki         | 1991 | 191  | 80   |
| 8  | Stati Uniti (bandiera) | C     | Carolyn Swords         | 1989 | 198  | 95   |
| 10 | Stati Uniti (bandiera) | G     | Sue Bird               | 1980 | 175  | 68   |
| 11 | Stati Uniti (bandiera) | C     | Lanay Montgomery       | 1993 | 196  | 96   |
| 23 | Stati Uniti (bandiera) | A     | Kaleena Mosqueda-Lewis | 1993 | 180  | 82   |
| 24 | Stati Uniti (bandiera) | G     | Jewell Loyd            | 1993 | 178  | 67   |
| 30 | Stati Uniti (bandiera) | AC    | Breanna Stewart        | 1994 | 193  | 77   |
| 32 | Stati Uniti (bandiera) | A     | Alysha Clark           | 1987 | 178  | 76   |
| 45 | Stati Uniti (bandiera) | G     | Noelle Quinn           | 1985 | 183  | 81   |

## Staff tecnico
- Allenatore: Jenny Boucek (10-16) (fino al 10 agosto)[1], Gary Kloppenburg (5-3)
- Vice-allenatori: Gary Kloppenburg (fino al 10 agosto), Ryan Webb
- Preparatore atletico: Tom Spencer
- Preparatore fisico: Melissa Hardin